# Ріо-дел-Мар (Каліфорнія)
Ріо-дел-Мар (англ. Rio del Mar) — переписна місцевість (CDP) в США, в окрузі Санта-Крус штату Каліфорнія. Населення — 9128 осіб (2020).

## Географія
Ріо-дел-Мар розташоване за координатами 36°57′28″ пн. ш. 121°53′5″ зх. д. / 36.95778° пн. ш. 121.88472° зх. д. (36.957899, -121.884823).  За даними Бюро перепису населення США в 2010 році переписна місцевість мала площу 11,95 км², з яких 7,77 км² — суходіл та 4,17 км² — водойми.

## Демографія
Згідно з переписом 2010 року, у переписній місцевості мешкало 9216 осіб у 3916 домогосподарствах у складі 2558 родин. Густота населення становила 772 особи/км².  Було 4924 помешкання (412/км²).
Расовий склад населення:
| - 90,2 % — білих - 3,4 % — азіатів - 0,7 % — чорних або афроамериканців - 0,5 % — корінних американців - 0,1 % — вихідців з тихоокеанських островів - 2,0 % — осіб інших рас |

До двох чи більше рас належало 3,1 %. Частка іспаномовних становила 9,8 % від усіх жителів.
За віковим діапазоном населення розподілялося таким чином: 19,7 % — особи молодші 18 років, 61,9 % — особи у віці 18—64 років, 18,4 % — особи у віці 65 років та старші. Медіана віку мешканця становила 47,0 року. На 100 осіб жіночої статі у переписній місцевості припадало 92,6 чоловіків;  на 100 жінок у віці від 18 років та старших — 90,2 чоловіків також старших 18 років.
Середній дохід на одне домашнє господарство  становив 123 027 доларів США (медіана — 95 813), а середній дохід на одну сім'ю — 146 823 долари (медіана — 123 548). Медіана доходів становила 75 174 долари для чоловіків та 70 777 доларів для жінок. За межею бідності перебувало 4,9 % осіб, у тому числі 5,1 % дітей у віці до 18 років та 3,7 % осіб у віці 65 років та старших.
Цивільне працевлаштоване населення становило 4474 особи. Основні галузі зайнятості: освіта, охорона здоров'я та соціальна допомога — 31,2 %, мистецтво, розваги та відпочинок — 12,4 %, науковці, спеціалісти, менеджери — 10,5 %.